# ローレンス・ラム
ローレンス・モリス・ラム（Lawrence Morris Lambe、1849年 - 1934年）は、カナダの地質学者、古生物学者。Geological Survey of Canada（GSC、カナダ地質学調査局）に所属。カナダ最初の地質学者である。アルバータ州の化石層から発掘された多種多様の恐竜に関する彼の著作は、公衆の目を恐竜に引き付け、なおかつこの地方に「恐竜の黄金時代」をもたらすきっかけとなった。この時代、すなわち1880年代から第一次世界大戦の期間には、恐竜発掘者たちが世界中からアルバータ州に集まった。ランベオサウルス（Lambeosaurus）は、ラム（Lambe）の栄誉を讃え、その名に因んで命名された（1923年）。
カナダ西部におけるラムの活動は1897年に始められた。彼は続く数年のうちに恐竜の新しい属・種を多数発見した。また多くの時間をかけ、GSCの博物館において化石展示の準備を行なった。1902年にはカナダ最初の恐竜（モノクロニウス属の種を多数）を報告した。セントロサウルスを1904年に発見。エウオプロケファルスはラムが1910年に命名したものである。1913年にはスティラコサウルスを命名。彼は1914年にはカスモサウルスとゴルゴサウルス、1915年にはエオケラトプスを命名した。1917年、ラムは新たにエドモントサウルス属を設けた。1919年にはパノプロサウルス。彼はまたハドロサウルス科のグリポサウルス（Gryposaurus）を発見、命名している。
もちろん、彼が発見したのは恐竜だけではない。Leidyosuchus canadensisは1907年に報告されている。これは、アルバータ州の白亜紀後期の地層に見られるワニの一種である。なおラムはニューブランズウィック州のデヴォン紀の地層から発掘された魚や古生代のサンゴについても研究した。ブリティッシュ・コロンビアの第三紀の昆虫や植物も収集した。とはいえ彼が有名なのはカナダ西部での脊椎動物（特に恐竜）の発掘によってである。